# Historia destructionis Troiae
Historia destructionis Troiae (Opowieść o zniszczeniu Troi) – napisany w języku łacińskim utwór autorstwa Guida delle Colonne, ogłoszony w 1282 roku. Napisana prozą Historia... miała za tematykę wojnę trojańską i była przeróbką rycerskiego romansu Le Roman de Troie autorstwa Benoît de Sainte-Maure'a. 
Historia destructionis Troiae stała się popularniejsza od pierwowzoru i została przetłumaczona na wiele języków, m.in. na:
- włoski (1324)
- kataloński (1367)
- niemiecki (1392)
- angielski (1412-1420)
- szkocki (1420)
- francuski (1464)
- czeski (1468)
- polski (Historia barzo piękna, ucieszna, u każdemu stanu iście pożyteczna... O zburzeniu a zniszczeniu onego sławnego a znamienitego miastha y państwa trojańskiego, wydana w Krakowie w 1563)
- islandzki (1607)
- duński (1623)